# Heteronyx marginatus
Heteronyx marginatus är en skalbaggsart som beskrevs av Blackburn 1890. Heteronyx marginatus ingår i släktet Heteronyx och familjen Melolonthidae. Inga underarter finns listade i Catalogue of Life.